# Беот
Беот (дав.-гр. Βοιωτός) — ім'я двох персонажів давньогрецької міфології:
- Беот — син царя міста Ітони Ітона і Меланіппи, внук Амфіктіона, брат Іодами і Хромії.
- Беот — син Посейдона і Меланіппи (Арни), або Посейдона і Антіопи, онук Еола, брат-близнюк Еола-молодшого. Беот і його брат народилися в гробниці, куди Десмонт, якому Еол доручив виховання Меланіппи, заточив її, попередньо лишивши її зору, коли дізнався про її вагітність. Новонароджених близнят Десмонт наказав віднести на гору Пеліон, щоб їх розтерзали дикі звірі. Немовлят врятував пастух, який віддав їх Феано, дружині ікарійського царя Метапонта, який погрожував до того їй розлученням, якщо вона не народить йому протягом року спадкоємця. Тоді Метапонт був відсутній, тому що поїхав, щоб порадитися з оракулом, а коли повернувся, Феано видала Беота та Еола за нещодавно народжених власних дітей. Пізніше вона народила чоловікові двійню, однак знайдені, маючи божественного батька, виявилися набагато красивіше її власних синів. Оскільки Метапонт не підозрював, що Еол і Беот не його діти, він любив їх набагато сильніше. Феано, яка страждала від того, дочекавшись, коли Метапонт знову поїде з дому, наказала своїм синам вирушити на полювання разом зі старшими братами і там нібито з необережності вбити їх. У сутичці Посейдон встав на сторону своїх синів, і незабаром Беот і Еол принесли до палацу мертві тіла близнюків; побачивши це, Феано зарізалась. Беот і Еол побігли до пастуха, що колись їх врятував, де Посейдон відкрив їм таємницю їхнього народження. Він наказав братам визволити їх мати, яка була ув'язнена в гробниці, і вбити Десмонта. Вони це без вагань зробили, після чого Посейдон повернув Меланіппі зір, і всі троє вирушили до Ікарії. Метапонт, дізнавшись, що Феано обдурила його, одружився з Меланіппою й офіційно визнав її синів своїми спадкоємцями. Кілька років все йшло гаразд, допоки Метапонт не схотів позбутися Меланіппи і знову одружитися. У розпочатій боротьбі Беот і Еол стали на бік матері і вбили нову царицю, після чого змушені були відмовитися від спадщини і втекти. Беот і Меланіппа знайшли прихисток у палаці Еола, батька Меланіппи, який простив дочку і подарував їм південну частину свого царства. Тамтешні жителі досі називають себе беотійцями на честь Беота.